# Amorupi
Amorupi is een kevergeslacht uit de familie van de boktorren (Cerambycidae). De wetenschappelijke naam van het geslacht werd voor het eerst geldig gepubliceerd in 2005 door Martins.

## Soorten
Amorupi omvat de volgende soorten:
- Amorupi fulvoterminata (Berg, 1889)
- Amorupi hudepohli (Martins, 1974)